# Іласхан-Юрт
Іласхан-Юрт (рос. Иласхан-Юрт) — село у Курчалоївському районі Чечні Російської Федерації.
Населення становить 5889 осіб (2019). Входить до складу муніципального утворення Ілсхан-Юртовське сільське поселення.

## Історія
Згідно із законом від 20 лютого 2009 року органом місцевого самоврядування є Ілсхан-Юртовське сільське поселення.

## Населення
| 1990  | 2002  | 2010  | 2012  | 2013  | 2014  | 2015  |
| ----- | ----- | ----- | ----- | ----- | ----- | ----- |
| 2851  | ↗4486 | ↗5041 | ↗5215 | ↗5239 | ↗5347 | ↗5477 |
| 2016  | 2017  | 2018  | 2019  |       |       |       |
| ↗5569 | ↗5680 | ↗5805 | ↗5889 |       |       |       |